# Menhir de Saint-Civière
Le menhir de Saint-Civière, ou Pierre Saint-Siviard, ou menhir l'Ervault, est un mégalithe situé au Pas, en France.

## Description
Le menhir est situé entre les lieux-dits la Herbourgère et le Grand Chemin, sur la commune du Pas, dans le département français de la Mayenne.

## Historique
L'ensemble fait l’objet d’un classement au titre des monuments historiques depuis 1889.